# Matamoros
Ej att förväxla med Matamoras. Se även Matamoros (olika betydelser).
Matamoros (officiellt Heroica Matamoros) är en stad i nordöstra Mexiko och är belägen i delstaten Tamaulipas, längs floden Río Bravo del Norte (Rio Grande) vid gränsen mot Texas, USA. Staden har 510 739 invånare (enligt Mexikos folkräkning 2020). 
På andra sidan floden ligger Brownsville i Texas, USA, med vilken Matamoros bildar ett internationellt storstadsområde med ungefär 650 000 invånare (2007).[källa behövs]